# Sakurazaka46
Sakurazaka46 (櫻坂46, pronunciado Sakurazaka Forty-six) anteriormente Keyakizaka46 (欅坂46) es un grupo japonés de cantantes femeninas (Idols) producido por Yasushi Akimoto. El grupo fue creado el 21 de agosto del año 2015, convirtiéndose en el primer grupo hermana de Nogizaka46 dentro de la franquicia Sakimichi Series.
El nombre del grupo fue inicialmente Toriizaka46 (鳥居坂46), finalmente se renombró a Keyakizaka46 después del reclutamiento de los miembros de la primera generación. El nombre de Keyakizaka46 proviene de la calle Keyakizaka dentro de Roppongi Hills en Tokio.

## Historia

### 2015: Formación
El 22 de febrero de 2015, durante el concierto Nogizaka46 celebrando su tercer aniversario en el Domo de Seibu, Nogizaka46 anunció planes de reclutar miembros para su nuevo proyecto. Fue revelado que el nombre del nuevo grupo era Toriizaka46 (鳥居坂46), nombrado a partir del área Toriizaka en el distrito Roppongi en Minato, Tokio. El reclutamiento empezó el 28 de julio y la audición final se celebró el 21 de agosto, el mismo día que Nogizaka46 fue creado, 22 chicas pasaron la audición de 22.509 candidatas. Al mismo tiempo, se anunció que el nombre del grupo había sido cambiado a Keyakizaka46, las razones no fueron claras. Además dos miembros, Mizuho Suzuki y Mayu Harada, dejaron el grupo antes de su primera actuación, dejando un total de veinte miembros.
El 4 de octubre Keyakizaka46 empezó a transmitir su propio programa de televisión titulado Keyakitte, Kakenai? (欅って、書けない?) en TV Tokyo. El 29 de noviembre, el programa anunció a una nueva miembro, Neru Nagahama. Neru había pasado las audiciones pero no se había unido al grupo inicial debido a que sus padres no le permitieron. Ella debutó como miembro del subgrupo Hiragana Keyakizaka46 (けやき坂46) y poco después empezaron audiciones para reclutar más miembros.
El 16 de diciembre el grupo dio su primera actuación en vivo en Fuji TV, la posición central para la coreografía fue otorgado al miembro más joven del grupo, Yurina Hirate, con catorce años.

### 2016-2017: Éxito temprano
El 6 de abril de 2016 el grupo debutó con su primer sencillo, «Silent Majority». Todas los miembros a excepción de Neru Nagahama fueron seleccionadas para interpretar la canción. Vendió 261.500 copias en la primera semana y se colocó primera en las listas de Oricon además de romper el récord de ventas de la semana de debut para artistas femeninas, que anteriormente tenía HKT48 con su sencillo «Suki! Suki! Skip!».
Durante abril y mayo, dieciocho personas que audicionaron para Hiragana Keyakizaka46 transmitieron en vivo como parte del proceso de audición. Once de esas personas pasaron la audición y se convirtieron en miembros oficiales, uniéndose a Neru Nagahama. El subgrupo interpretó «Hiragana Keyaki» como parte del segundo sencillo de Keyakizaka46, «Sekai ni wa Ai shika Nai».
El primer drama de Keyakizaka46 titulado Tokuyama Daigorō o Dare ga Koroshitaka? se estrenó en TX Network el 16 de julio de 2016. «Sekai ni wa Ai Shika Nai» fue usado como canción de apertura de la serie. El grupo también estrenó KeyaBingo!, un programa de entretenimiento parecido a AKBingo! y NogiBingo!.
En noviembre de este año, Keyakizawa46 se vio envuelto en una controversia tras el uso de uniformes similares a los de la Schutzstaffel (SS). Los miembros de Keyakizaka46 subierom al escenario de Yokohama el 22 de octubre con capas negras y gorras parecidas a las de los oficiales de las SS. Los usuarios de las redes sociales se apresuraron a señalar similitudes con los uniformes de la brutal fuerza paramilitar de Hitler.
Sony Music Entertainment (Japón) dijo en un comunicado: "Expresamos nuestras más sinceras disculpas por ofenderlos". Culpó a "nuestra falta de comprensión" por el incidente, que llevó al Centro Simon Wiesenthal a exigir una disculpa.
2016 marcó el primer año que el grupo apareció en NHK Kōhaku Uta Gassen, un evento al que han participado cada año desde entonces. Adicionalmente, Mizuho Habu se convirtió en el primer miembro en hacer un debut en la pasarela, apareciendo en GirlsAward 2016 primavera/verano. Tres miembros más, Yurina Hirate, Yui Kobayashi y Risa Watanabe, debutarían más tarde en GirlsAward 2016 otoño/invierno.
En 2017, Hirgana Keyakizaka46 sumó una segunda generación con nueve nuevos miembros. El subgrupo protagonizó una serie de suspenso titulada Re:Mind que se estrenó en Netflix. En agosto, Keyakizaka46 actuó en Rock in Japan Festival.

### 2018–2020: Salida de Hiragana Keyakizaka46 y segunda generación
En 2018 los tres primeros miembros de Kanji Keyakizaka46 se graduaron: Yui Imaizumi, Nanami Yonetani y Manaka Shida. Imaizumi se graduó para seguir una carrera en otras formas de entretenimiento, mientras que Shida citó razones de salud y Yonetani no dio una razón. Además, Aoi Harada y Yūka Kageyama anunciaron una pausa debido a razones académicas y Yurina Hirate por cuestiones de salud. Hirate volvería más adelante ese mismo año mientras que Harada volvería en 2019. El 7 de marzo de 2019 Neru Nagahama anunció su graduación a través de su blog.
El 29 de noviembre de 2018 los dos grupos de Sakamichi Series hicieron una audición conjunta donde 39 personas la superaron. De estos nuevos miembros, once fueron a Nogizaka46, nueve a Kanji Keyakizaka46 y uno a Hiragana Keyakizaka46. Las quince chicas restantes se volvieron aprendices.
Durante 2018, los miembros de Hiragana Keyakizaka46 recibieron su propio programa televisivo titulado Hiragana Oshi y participaron en una colaboración con la cantante Kyary Pamyu Pamyu. En 2019, Hiragana Keyakizaka46 anunció que formarían un grupo independiente bajo el nombre Hinatazaka46 (日向坂46). El nuevo grupo debutó con su sencillo, «Kyun», el 27 de marzo de 2019.
Keyakizaka46 fue invitado a actuar en Rock in Japan Festival en 2018 y 2019. Del 9 al 11 de mayo de 2019 Keyakizaka46 celebró su tercer concierto de aniversario en el Nippon Budokan. El 18 y 19 de septiembre de ese mismo año, Keyakizaka46 celebró su primer concierto en el Tokyo Dome atrayendo aproximadamente 50 000 espectadores por día.
El 8 de septiembre Keyakizaka46 celebró un senbatsu (elección de miembros) durante su programa televisivo Keyakite Kakenai? para interpretar su noveno sencillo. Históricamente, todos los senbatsu habían incluido a todos los miembros activos del grupo, pero debido a la incorporación de la segunda generación, no todos los miembros fueron incluidas para participar en el sencillo. Originalmente estaba previsto para ser lanzado a finales de año, pero debido a problemas con la producción se tuvo que retrasar una primera vez y poco después se retrasó de nuevo además con la repentina salida del grupo de Yurina Hirate (la centro del noveno sencillo), Nana Oda y Miyu Suzumoto en enero de 2020.
El 16 de febrero de 2020, las catorce aprendices restantes fueron asignadas a sus respectivos grupos de Sakamichi Series en línea. Seis de estos miembros se volvieron parte de la segunda generación de Keyakizaka46.
El 16 de julio de 2020, Keyakizaka46 transmitió en vivo un concierto titulado Keyakizaka46 Live Online but with YOU! Fue el primer concierto que celebraron desde el Tokyo Dome del pasado año y el primero sin Yurina Hirate. Durante el concierto, el grupo desveló su noveno sencillo, «Dare ga Sonokane o Narasunoka?», el cual solo se publicaría de forma digital. Además, la capitana, Yūka Sugai, también anunció que el grupo sería renombrado y que estarían en pausa de actividades hasta su último concierto programado para octubre.
El 14 de octubre de 2020 se cambia el nombre de Keyakizaka46 a Sakurazaka46.

## Miembros
Desde su creación, Keyakizaka46 tuvo un total de 36 Miembros en 2 generaciones (sin incluir las 20 miembros de Hiragana Keyaki (Hinatazaka46)). Sakurazaka46 desde el cambio de nombre, ha tenido un total de 46 miembros en 4 generaciones, 33 de estas miembros siguen activas en el grupo.
Los miembros de la segunda generación marcados con un asterisco (*) se unieron después de los miembros iniciales de la segunda generación el 16 de febrero de 2020.
El 5 de enero de 2023, se revela que la tercera generación estará compuesta por 11 miembros, en las audiciones participaron 45.000 mujeres. A partir del 6 de enero se revelaran datos como nombre y edad de una miembro por día. Dos de esas 11 miembros se unirán al grupo hasta marzo por asuntos relacionados con estudio.
Inician las audiciones para conformar la cuarta generación 
La cuarta generación estará conformada por 9 integrantes, se revelerán datos diarios de cada integrante a partir del día 16 de abril de 2025. 

### Miembros activas
|    | Nombre                       | Año de nacimiento (edad)           | Prefectura de origen | Generación | Posición actual - 12.º sencillo | Notas                                                                                   |
| -- | ---------------------------- | ---------------------------------- | -------------------- | ---------- | ------------------------------- | --------------------------------------------------------------------------------------- |
| 1  | Rina Inoue (井上梨名)        | 29 de enero de 2001 (24 años)      | Hyōgo                | 2          | Backs                           |                                                                                         |
| 2  | Yui Takemoto (武元唯衣)      | 23 de marzo de 2002 (23 años)      | Shiga                | 2          | Backs                           |                                                                                         |
| 3  | Hono Tamura (田村保乃)       | 21 de octubre de 1998 (26 años)    | Osaka                | 2          | Senbatsu                        |                                                                                         |
| 4  | Karin Fujiyoshi (藤吉夏鈴)   | 29 de agosto de 2001 (23 años)     | Osaka                | 2          | Senbatsu                        |                                                                                         |
| 5  | Rina Matsuda (松田里奈)      | 13 de octubre de 1999 (25 años)    | Miyazaki             | 2          | Senbatsu                        | Capitana (2022-actual) Recibe la capitanía de parte de Yuuka el 9 de noviembre de 2022. |
| 6  | Hikaru Morita (森田ひかる)   | 10 de julio de 2001 (24 años)      | Fukuoka              | 2          | Senbatsu                        |                                                                                         |
| 7  | Ten Yamasaki (山﨑天)        | 28 de septiembre de 2005 (19 años) | Osaka                | 2          | Senbatsu                        |                                                                                         |
| 8  | Hikari Endō (遠藤光莉)*      | 17 de abril de 1999 (26 años)      | Kanagawa             | 2          | Backs                           |                                                                                         |
| 9  | Rei Ōzono (大園玲)*          | 18 de abril del 2000 (25 años)     | Kagoshima            | 2          | Senbatsu                        |                                                                                         |
| 10 | Akiho Ōnuma (大沼晶保)*      | 12 de octubre de 1999 (25 años)    | Shizuoka             | 2          | Backs                           |                                                                                         |
| 11 | Marino Kōsaka (幸阪茉里乃)*  | 19 de diciembre de 2002 (22 años)  | Mie                  | 2          | Backs                           |                                                                                         |
| 12 | Kira Masumoto (増本綺良)*    | 12 de enero de 2002 (23 años)      | Hyōgo                | 2          | Backs                           |                                                                                         |
| 13 | Rena Moriya (守屋麗奈)*      | 2 de enero del 2000 (25 años)      | Tokio                | 2          | Senbatsu                        |                                                                                         |
| 14 | Mio Matono (的野美青)        | 8 de noviembre de 2006 (18 años)   | Fukuoka              | 3          | Senbatsu                        |                                                                                         |
| 15 | Nagisa Kojima (小島凪紗)     | 7 de julio de 2005 (20 años)       | Nagano               | 3          | Backs                           |                                                                                         |
| 16 | Yuzuki Nakashima (中嶋優月)  | 17 de febrero de 2003 (22 años)    | Fukuoka              | 3          | Senbatsu                        |                                                                                         |
| 17 | Reina Odakura (小田倉麗奈)   | 25 de julio de 2004 (20 años)      | Tokio                | 3          | Backs                           |                                                                                         |
| 18 | Itoha Mukai (向井純葉)       | 9 de mayo de 2006 (19 años)        | Hiroshima            | 3          | Senbatsu                        |                                                                                         |
| 19 | Riko Endo (遠藤理子)         | 9 de enero de 2006 (19 años)       | Saitama              | 3          | Backs                           |                                                                                         |
| 20 | Rika Ishimori (石森璃花)     | 13 de enero de 2002 (23 años)      | Gunma                | 3          | Backs                           |                                                                                         |
| 21 | Airi Taniguchi (谷口愛季)    | 12 de abril de 2005 (20 años)      | Yamaguchi            | 3          | Senbatsu                        |                                                                                         |
| 22 | Miu Murayama (村山美羽)      | 15 de febrero de 2005 (20 años)    | Tokio                | 3          | Senbatsu                        |                                                                                         |
| 23 | Yu Murai (村井優)            | 18 de agosto de 2004 (20 años)     | Tokio                | 3          | Senbatsu                        |                                                                                         |
| 24 | Shizuki Yamashita (山下瞳月) | 22 de enero de 2005 (20 años)      | Kioto                | 3          | Senbatsu                        |                                                                                         |
| 25 | Wako Matsumoto (松本和子)    | 6 de febrero de 2005 (20 años)     | Chiba                | 4          | ---                             |                                                                                         |
| 26 | Hina Inaguma (稲熊ひな)      | 9 de marzo de 2006 (19 años)       | Aichi                | 4          | ---                             |                                                                                         |
| 27 | Neo Sato (佐藤愛桜)          | 1 de diciembre de 2006 (18 años)   | Saga                 | 4          | ---                             |                                                                                         |
| 28 | Chihiro Nakagawa (中川智尋)  | 16 de septiembre de 2007 (17 años) | Nagasaki             | 4          | ---                             |                                                                                         |
| 29 | Hiiro Meguro (目黒陽色)      | 24 de enero de 2006 (19 años)      | Saitama              | 4          | ---                             |                                                                                         |
| 30 | Konomi Asai (浅井恋乃未)     | 22 de diciembre de 2004 (20 años)  | Saitama              | 4          | ---                             |                                                                                         |
| 31 | Momomi Yamada (山田桃実)     | 20 de julio de 2008 (16 años)      | Okayama              | 4          | ---                             |                                                                                         |
| 32 | Haru Katsumata (勝又春)      | 24 de enero de 2004 (21 años)      | Kioto                | 4          | ---                             |                                                                                         |
| 33 | Ui Yamakawa (山川宇衣)       | 19 de septiembre de 2005 (19 años) | Miyagi               | 4          | ---                             |                                                                                         |

### Miembros graduadas
|    | Nombre                       | Año de nacimiento (edad)           | Prefectura de origen | Generación | Notas |
| -- | ---------------------------- | ---------------------------------- | -------------------- | ---------- | --- |
| 1  | Mizuho Suzuki (鈴木泉帆)     | Desconocido                        | Desconocido          | -          | Dejó el grupo antes de que debutara oficialmente. |
| 2  | Mayu Harada (原田まゆ)       | 2 de mayo de 1998 (27 años)        | Tokio                | -          | Dejó el grupo el 11 de noviembre de 2015 luego de que se publicaran fotografías de ella y de su novio, un profesor de instituto. |
| 3  | Yui Imaizumi (今泉佑唯)      | 30 de septiembre de 1998 (26 años) | Kanagawa             | 1          | Se graduó el 3 de noviembre de 2018. (Graduada en la era de Keyakizaka46) |
| 4  | Manaka Shida (志田愛佳)      | 23 de noviembre de 1998 (26 años)  | Niigata              | 1          | Se graduó el 16 de noviembre de 2018. (Graduada en la era de Keyakizaka46) |
| 5  | Nanami Yonetani (米谷奈々未) | 24 de febrero de 2000 (25 años)    | Osaka                | 1          | Se graduó el 22 de diciembre de 2018. (Graduada en la era de Keyakizaka46) |
| 6  | Neru Nagahama (長濱ねる)     | 4 de septiembre de 1998 (26 años)  | Nagasaki             | 1          | Se unió el 30 de noviembre de 2015 como miembro doble de Keyakizaka y Hiragana Keyaki. Se transfirió permanentemente a Keyakizaka46 el 24 de septiembre de 2017. Se graduó el 30 de julio de 2019. (Graduada en la era de Keyakizaka46) |
| 7  | Miyu Suzumoto (鈴本美愉)     | 5 de diciembre de 1997 (27 años)   | Aichi                | 1          | Se graduó el 23 de enero de 2020. (Graduada en la era de Keyakizaka46) |
| 8  | Nana Oda (織田奈那)          | 4 de junio de 1998 (27 años)       | Shizuoka             | 1          | Se graduó el 23 de enero de 2020. (Graduada en la era de Keyakizaka46) |
| 9  | Yurina Hirate (平手友梨奈)   | 25 de junio de 2001 (24 años)      | Aichi                | 1          | Se retiró el 23 de enero de 2020. |
| 10 | Nanako Nagasawa (長沢菜々香) | 23 de abril de 1997 (28 años)      | Yamagata             | 1          | Se graduó el 31 de marzo de 2020. (Graduada en la era de Keyakizaka46) |
| 11 | Nijika Ishimori (石森虹花)   | 7 de mayo de 1997 (28 años)        | Miyagi               | 1          | Se graduó el 30 de septiembre de 2020 (Graduada en la era de Keyakizaka46) |
| 12 | Shiori Satō (佐藤詩織)       | 16 de noviembre de 1996 (28 años)  | Tokio                | 1          | Se graduó el 13 de octubre de 2020 (Graduada en la era de Keyakizaka46) Fue la única de las miembros activas, que no quiso hacer la transición a Sakurazaka46.                                                                          |
| 13 | Akane Moriya (守屋茜)        | 12 de noviembre de 1997 (27 años)  | Miyagi               | 1          | Se graduó el 10 de diciembre de 2021 (Graduada en la era de Sakurazaka46) |
| 14 | Rika Watanabe (渡辺梨加)     | 16 de mayo de 1995 (30 años)       | Ibaraki              | 1          | Se graduó el 10 de diciembre de 2021 (Graduada en la era de Sakurazaka46) |
| 15 | Risa Watanabe (渡邉理佐)     | 27 de julio de 1998 (26 años)      | Ibaraki              | 1          | Se graduó el 22 de mayo de 2022 (Graduada en la era de Sakurazaka46) |
| 16 | Aoi Harada (原田葵)          | 7 de mayo de 2000 (25 años)        | Tokio                | 1          | Se graduó el 20 de agosto de 2022 (Graduada en la era de Sakurazaka46) |
| 17 | Rika Ozeki (尾関梨香)        | 7 de octubre de 1997 (27 años)     | Kanagawa             | 1          | Se graduó el 20 de agosto de 2022 (Graduada en la era de Sakurazaka46) |
| 18 | Yūka Sugai (菅井友香)        | 29 de noviembre de 1995 (29 años)  | Tokio                | 1          | Se graduó el 9 de noviembre de 2022 (Graduada en la era de Sakurazaka46) |
| 19 | Mizuho Habu (土生瑞穂)       | 7 de julio de 1997 (28 años)       | Tokio                | 1          | Se graduó el 25 de noviembre de 2023 (Graduada en la era de Sakurazaka46) |
| 20 | Yui Kobayashi (小林由依)     | 23 de octubre de 1999 (25 años)    | Saitama              | 1          | Se graduó el 1 de febrero de 2024 (Graduada en la era de Sakurazaka46) |
| 21 | Fuyuka Saitō (齋藤冬優花)    | 15 de febrero de 1998 (27 años)    | Tokio                | 1          | Se graduó el 4 de diciembre de 2024 (Graduada en la era de Sakurazaka46) |
| 22 | Rina Uemura (上村莉菜)       | 4 de enero de 1997 (28 años)       | Chiba                | 1          | Se graduó el 4 de diciembre de 2024 (Graduada en la era de Sakurazaka46) (No estuvo presente en la ceremonia por problemas de salud y no fue reprogramado su concierto)                                                                 |
| 23 | Minami Koike (小池美波)      | 14 de noviembre de 1998 (26 años)  | Hyōgo                | 1          | Se graduó el 20 de marzo de 2025 (Graduada en la era de Sakurazaka46) (Última graduada de las miembros fundadoras.) |
| 24 | Riko Matsudaira (松平璃子)   | 5 de mayo de 1998 (27 años)        | Tokio                | 2          | Se graduó el 14 de marzo de 2021 (Graduada en la era de Sakurazaka46) |
| 25 | Yumiko Seki (関有美子)       | 29 de junio de 1998 (27 años)      | Fukuoka              | 2          | Se graduó el 30 de abril de 2023 (Graduada en la era de Sakurazaka46) |

### Capitanas y vice-capitanas
| Nombre                  | Generación | Inicio | Finalización | Notas                                         |
| ----------------------- | ---------- | ------ | ------------ | --------------------------------------------- |
| Yuuka Sugai (菅井友香)  | 1          | 2015   | 2022         | Primera capitana                              |
| Akane Moriya (守屋茜)   | 1          | 2015   | 2021         | Vice-capitana, nunca fue la sucesora de Yuuka |
| Rina Matsuda (松田里奈) | 2          | 2022   | ---          | Sucesora de Yuuka                             |

## Discografía

### Sencillos como Keyakizaka46
| Título                                                          | Año  | Centro        | Notas |
| --------------------------------------------------------------- | ---- | ------------- | --- |
| «Silent Majority» (サイレントマジョリティー)                    | 2016 | Hirate Yurina | |
| «Sekai ni wa Ai Shika Nai» (世界には愛しかない)                 | 2016 | Hirate Yurina | |
| «Futari Saison» (二人セゾン)                                    | 2016 | Hirate Yurina | |
| «Fukyōwaon» (不協和音)                                          | 2017 | Hirate Yurina | |
| «Kaze ni Fukarete mo» (風に吹かれても)                          | 2017 | Hirate Yurina | |
| «Glass wo Ware!» (ガラスを割れ!)                                | 2018 | Hirate Yurina | |
| «Ambivalent» (アンビバレント)                                   | 2018 | Hirate Yurina | |
| «Kuroi Hitsuji» (黒い羊)                                        | 2019 | Hirate Yurina | |
| «Dare ga Sono Kane wo Narasu no ka?» (誰がその鐘を鳴らすのか？) | 2020 | N/A           | Sencillo originalmente a salir en formato físico y con una formación de 17 y centro de Hirate, pero debido a la ola de graduaciones y el retiro de Hirate, el sencillo salió solo digital y la formación original de 17 pasó a formación completa y sin centro. |

### Álbumes como Keyakizaka46
| Título | Detalles                                                                                     | Centro        | Notas |
| --- | -------------------------------------------------------------------------------------------- | ------------- | ----- |
| Masshiro na Mono wa Yogoshitaku naru (真っ白なものは汚したくなる)                                                          | - Publicado: 19 de junio de 2017 - Discográfica: Sony Music - Formato: CD, descarga digital  | Hirate Yurina |       |
| Eien Yori Nagai Isshun ~Anogoro, Tashika ni Sonzai Shita Watashitachi~ (永遠より長い一瞬 ～あの頃、確かに存在した私たち～) | - Publicado: 7 de octubre de 2020 - Discográfica: Sony Music - Formato: CD, descarga digital | N/A           |       |

### Sencillos y álbumes como Sakurazaka46
|    | Nombre Sencillo                                               | Fecha de salida        | Lista de canciones | Álbum en que se incluye | Notas |
| -- | ------------------------------------------------------------- | ---------------------- | --- | ----------------------- | ----- |
| 1  | Nobody's fault                                                | 9 de diciembre de 2020 | - 1 "Nobody's fault" Centro: Hikaru Morita(Senbatsu) - 2 "Naze Koi wo Shite Konakattan darou?" Centro: Karin Fujiyoshi - 3 "Hanshinhangi" Centro: Ten Yamazaki - 4 "Plastic regret" Centro: Karin Fujiyoshi - 5 "Saishuu no Chikatetsu ni Notte" Centro: Hikaru Morita - 6 "Buddies" Centro: Ten Yamazaki - 7 "Blue moon kiss" Centro: Hikaru Morita                                                                            | As you know?            |       |
| 2  | Ban                                                           | 14 de abril de 2021    | - 1 "BAN" Centro: Hikaru Morita(Senbatsu) - 2 "Guuzen no Kotae" Centro: Karin Fujiyoshi - 3 "Sore ga Ai Nano ne" Centro: Ten Yamazaki - 4 "Kimi to Boku to Sentakumono" Centro: Hikaru Morita - 5 "Microscope" Centro: Karin Fujiyoshi - 6 "Omotta Yori mo Sabishikunai" Centro: Ten Yamazaki - 7 "Sakurazaka no Uta" | As you know?            |       |
| 3  | Nagaredama (流れ弾)                                           | 13 de octubre de 2021  | - 1 "Nagaredama" Centro: Hono Tamura(Senbatsu) - 2 "Dead end" Centro: Hikaru Morita - 3 "Sonia" Centro: Minami Koike (Backs) - 4 "Jamaica Beer" Centro: Yui Kobayashi - 5 "On my way" - 6 "Mugon no Uchuu" Centro: Risa Watanabe - 7 "Utsukushiki Nervous" Centro: Hono Tamura | As you know?            |       |
| 4  | Samidare yo (五月雨よ)                                        | 6 de abril de 2022     | - 1 "Samidare yo" Centro: Ten Yamazaki(Senbatsu) - 2 "Boku no Dilemma" (Canción de graduación de Risa Watanabe) - 3 "I'm in" Centro: Mizuho Habu (Backs) - 4 "Danzetsu" Centro: Risa Watanabe - 5 "Seifuku no Ningyo" Centro: Ten Yamazaki & Hikaru Morita - 6 "Shakan Kyori" Centro: Hikaru Morita - 7 "Koi ga Zetsumetsu Suru Hi" Centro: Ten Yamazaki                                                                        | As you know?            |       |
| 5  | Sakurasuki (桜月)                                             | 15 de febrero de 2023  | - 1 "Sakurazuki" Centro: Rena Moriya(Senbatsu) - 2 "Cool" Centro: Rei Ozono - 3 "Munen" Centro: Rina Matsuda (Backs) - 4 "Moshikashitara Shinjitsu" Centro: Rena Moriya - 5 "Tamashii no Liar" - 6 "Natsu no Chikamichi" Centro: Airi Taniguchi (3ra gen) - 7 "Sono Hi Made" (Canción de graduación de Yuuka Sugai) | Addiction               |       |
| 6  | Star Over!                                                    | 28 de junio de 2023    | - 1 "Start over!" Centro: Karin Fujiyoshi (Senbatsu) - 2 "Seijaku no Boryoku" Centro: Shizuki Yamashita (3ra gen) - 3 "Kaze no Oto" Centro: Minami Koike - 4 "Konbinato" Centro: Kira Masumoto - 5 "Anthem time" Centro: Yuzuki Nakashima - 6 "Isshun no Uma" Centro: Karin Fujiyoshi - 7 "Drone Senkaichu" Centro: Hono Tamura                                                                                                 | Addiction               |       |
| 7  | Shouninyokkyu (承認欲求)                                      | 18 de octubre de 2023  | - 1 "Shounin Yokkyuu" Centro: Hikaru Morita (Senbatsu) - 2 "Mamoribito" Centro: Nagisa Kojima (3ra gen) - 3 "Kakushin teki Croissant" Centro: Rina Inoue (Backs) - 4 "Bokutachi no La vie en rose" - 5 "Don’t cut in line!" (Unidad especial) - 6 "Manhole no futa no ue" Centro: Hikaru Morita (Senbatsu) - 7 "Sukimakaze yo" Centro: Yui Kobayashi - 8 "Kimi ga Sayonara Ietatte..." (Canción de graduación de Yui Kobayashi) | Addiction               |       |
| 8  | Ikutsu no koro ni modoritai no ka? (何歳の頃に戻りたいのか？) | 21 de febrero de 2024  | - 1 "Ikutsu no Koro ni Modoritai no ka?" Centro: Ten Yamazaki (Senbatsu) - 2 "Nando LOVE SONG no Kashi wo Yomikaeshita Darou" Centro: Miu Murayama - 3 "Abura wo Sase!" Centro: Yui Takemoto (Backs) - 4 "Manatsu ni Nanika Okiru no Kashira" (Unidad especial) - 5 "Kokoro no Kage-e" (Unidad especial) - 6 "Koi wa Muitenai" (Unidad especial) - 7 "Nakasete Hold me tight!" Centro: Ten Yamazaki (Senbatsu)                  | Addiction               |       |
| 9  | Jigoujitoku (自業自得)                                        | 26 de junio de 2024    | - 1 "Jigoujitoku" Centro: Shizuki Yamashita (Senbatsu) - 2 "Hikikomoru Jikan wa Nai" Centro: Itoha Mukai (3ra gen) - 3 "Aishiainasai" Centro: Rika Ishimori (Backs) - 4 "Isabelle ni Tsuite" (Unidad especial) - 5 "Engikatsugi" (Unidad especial) - 6 "Hyoushiki" (Unidad especial) - 7 "Mou Ikkyoku Hoshii no kai?" Centro: Shizuki Yamashita (Senbatsu)                                                                      | Addiction               |       |
| 10 | I want tomorrow to come                                       | 23 de octubre de 2024  | - 1 "I want tomorrow to come" Centro: Shizuki Yamashita (Senbatsu) - 2 "Boku wa boku o suki ni narenai" Centro: Yu Murai (Backs) - 3 "Honshitsutekina koto" Centro: Riko Endo (3ra gen) - 4 "Imasara Suddenly" (Unidad especial) - 5 "Arashi no Mae, Sekai no Owari" (Todo el grupo) - 6 "19-sai no Galette" (Backs) - 7 "Tokyo Snow" (Senbatsu)                                                                                | Addiction               |       |
| 11 | Udagawa Generation                                            | 19 de febrero de 2025  | - 1 "Udagawa Generation" Centro: Hikaru Morita (Senbatsu) - 2 "Nothing special" Centro: Yuzuki Nakashima (Backs) - 3 "Nightmare shoukougun" Centro: Mio Matono (3ra gen) - 4 "Monshirochou ga tashika tondeta" (2da gen) - 5 "Ikanai de" (Unidad especial) - 6 "ULTRAVIOLET" Centro: Yuzuki Nakashima (Backs) - 7 "Yaru shika naijan" Centro: Hikaru Morita (Senbatsu)                                                          | Addiction               |       |
| 12 | Make or Break                                                 | 25 de junio de 2025    | - 1 "Make or Break" Centro: Mio Matono (Senbatsu) - 2 "Shinda Furi" Centro: Momomi Yamada (4ta gen) - 3 "Minatoku paseri" Centro: Rika Ishimori (Backs) - 4 "Renai Musou" Centro: por confirmar* (3ra gen) - 5 "Manatsu no Daitouryou" (Unidad especial) - 6 "Kimi no Koto wo Omoinagara" Centro: Rika Ishimori (Backs) - 7 "Non-Alcohol" Centro: Mio Matono (Senbatsu)                                                         |                         |       |

### Álbumes como Sakurazaka46
| Título       | Detalles                                                                           | Centro                         | Notas |
| ------------ | ---------------------------------------------------------------------------------- | ------------------------------ | ----- |
| As you know? | - Publicado: 3 de agosto de 2022 - Discográfica: Sony Music - Formato: CD, Blu-Ray | Ten Yamasaki & Hikaru Morita   |       |
| Addiction    | - Publicado: 30 de abril de 2025 - Discográfica: Sony Music - Formato: CD, Blu-Ray | Ten Yamasaki & Karin Fujiyoshi |       |

### Conciertos en vídeo como Keyakizaka46
| Título | Detalles                                                                                 | Notas |
| --- | ---------------------------------------------------------------------------------------- | ----- |
| Keyaki Kyōwakoku 2017 (欅共和国2017)                                                                          | - Publicado: 26 de septiembre de 2018 - Discográfica: Sony Music - Formato: DVD, Blu-ray |       |
| Keyaki Kyōwakoku 2018 (欅共和国2018)                                                                          | - Publicado: 14 de agosto de 2019 - Discográfica: Sony Music - Formato: DVD, Blu-ray     |       |
| Keyaki Kyōwakoku 2019 (欅共和国2019)                                                                          | - Publicado: 12 de agosto de 2020 - Discográfica: Sony Music - Formato: DVD, Blu-ray     |       |
| Keyakizaka46 LIVE at Tokyo Dome ~ARENA TOUR 2019 FINAL~ (欅坂46 LIVE at 東京ドーム ～ARENA TOUR 2019 FINAL～) | - Publicado: 29 de enero de 2020 - Discográfica: Sony Music - Formato: DVD, Blu-ray      |       |
| Keyakizaka46 THE LAST LIVE (欅坂46 THE LAST LIVE)                                                             | - Publicado: 24 de marzo de 2021 - Discográfica: Sony Music - Formato: DVD, Blu-ray      |       |

### Conciertos en video como Sakurazaka46
| Título | Detalles                                                                               | Notas                                               |
| --- | -------------------------------------------------------------------------------------- | --------------------------------------------------- |
| 櫻坂46 1st Blu-ray ＆ DVD - 1st YEAR ANNIVERSARY LIVE with Graduation Ceremony                                         | - Publicado: 19 de octubre de 2022 - Discográfica: Sony Music - Formato: DVD, Blu-Ray  | Incluye el concierto de graduación de Akane y Rika. |
| 櫻坂46 2nd Blu-ray ＆ DVD - RISA WATANABE GRADUATION CONCERT                                                           | - Publicado: 7 de diciembre de 2022 - Discográfica: Sony Music - Formato: DVD, Blu-Ray | Concierto de graduación de Risa                     |
| 櫻坂46 3rd Blu-ray ＆ DVD - 2nd TOUR 2022 'As you know?' TOUR FINAL at Tokyo Dome with YUUKA SUGAI Graduation Ceremony | - Publicado: 2 de agosto de 2023 - Discográfica: Sony Music - Formato: DVD, Blu-Ray    | Incluye el concierto de graduación de Yuuka Sugai   |
| 櫻坂46 3rd YEAR ANNIVERSARY LIVE at ZOZO MARINE STADIUM                                                                | - Publicado: 15 de mayo de 2024 - Discográfica: Sony Music - Formato: DVD, Blu-Ray     | Incluye el concierto de graduación de Mizuho Habu   |
| 櫻坂46 Blu-ray ＆ DVD - YUI KOBAYASHI GRADUATION CONCERT                                                               | - Publicado: 28 de agosto de 2024 - Discográfica: Sony Music - Formato: DVD, Blu-Ray   | Concierto de graduación de Yui Kobayashi            |
| 櫻坂46 4th YEAR ANNIVERSARY LIVE at ZOZO MARINE STADIUM                                                                | - Publicado: 27 de agosto de 2025 - Discográfica: Sony Music - Formato: DVD, Blu-Ray   |                                                     |

## Concierto y Giras
| Título                                                                                     | Fecha y año                                 | Notas |
| ------------------------------------------------------------------------------------------ | ------------------------------------------- | --- |
| Sakurazaka46 Debut Countdown Live!! (櫻坂46 デビューカウントダウンライブ!!)                | 2020.12.08                                  | |
| BACKS LIVE!!                                                                               | 2021.06.16 - 2021.06.18                     | |
| W-KEYAKI FES. 2021 (Con Hinatazaka46)                                                      | 2021.07.09 - 2021.07.11                     | |
| Sakurazaka46 1st TOUR 2021 (櫻坂46「1st TOUR 2021」)                                       | 2021.09.11 - 2021.10.31                     | |
| Sakurazaka46 1st YEAR ANNIVERSARY LIVE (櫻坂46「1st YEAR ANNIVERSARY LIVE」)               | 2021.12.09 - 2021.12.10                     | En la última fecha se gradúan Akane Moriya y Rika Watanabe |
| Sakurazaka46 3rd Single BACKS LIVE!! (櫻坂46「3rd Single BACKS LIVE!! 」)                  | 2022.01.08 - 2022.01.09                     | |
| Risa Watanabe Graduation Concert (渡邉理佐 卒業コンサート)                                 | 2022.05.21 - 2022.05.22                     | Concierto de graduación de Risa Watanabe |
| W-KEYAKI FES. 2022 (Sin Hinatazaka46)                                                      | 2022.08.19 - 2022.08.20                     | En la presentación del 20 de agosto, se gradúan Rika Ozeki y Aoi Harada                                                                                        |
| Sakurazaka46 2nd TOUR 2022 "As you know?" (櫻坂46「2nd TOUR 2022 "As you know?"」)         | 2022.09.29 - 2022.11.09                     | En la última fecha en el Domo de Tokio, se gradúa Yuuka Sugai                                                                                                  |
| Sakurazaka46 3rd TOUR 2023 櫻坂46「3rd TOUR 2023」                                         | 2023.04.12-2023.06.01                       | En la última fecha de Fukuoka, se gradúa Seki Yumiko |
| Sakurazaka46 3rd Anniversary Live 櫻坂46「3rd YEAR ANNIVERSARY LIVE」                      | 2023.11.25-2023.11.26                       | Concierto en el ZOZO Marine Stadium, el día 25 se gradúa Mizuho Habu                                                                                           |
| Sakurazaka46 7th Single BACKS LIVE!! (櫻坂46「7th Single BACKS LIVE!! 」)                  | 2024.01.15 - 2024.01.23                     | Cuatro fechas: 15-16 de enero en el Toyosu pit y 22-23 de enero en el Zepp DiverCity (TOKIO)                                                                   |
| Yui Kobayashi Graduation Concert (小林由依 卒業コンサート)                                 | 2024.01.31-2024.02-01                       | Concierto de graduación de Yui Kobayashi |
| Sakurazaka46 8th Single BACKS LIVE!! (櫻坂46「8th Single BACKS LIVE!! 」)                  | 2024.05.09-2024.05-10                       | Dos fechas el 09-10 de mayo en el Makuhari Event Hall |
| Sakurazaka46 4th TOUR - Shin sakura zensen - Go on back? 櫻坂46「新・櫻前線 -Go on back?」 | 2024.03.02-2024.06.16                       | Cinco fechas pactadas, Fukuoka, Osaka, Aichi y Kanagawa, la 5.ª fecha será el Domo de Tokio los días 15-16 de junio                                            |
| Sakurazaka46 9th Single BACKS LIVE!! (櫻坂46「9th Single BACKS LIVE!! 」)                  | 2024.08.23-2024.08.25                       | Tres fechas el 23-24-25 de agosto en el Makuhari Event Hall |
| Sakurazaka46 3rd Members Live (櫻坂46 三期生ライブ)                                        | 2024.09.12-2024.09.13 2024.10.08-2024.10.09 | 2 días a realizarse en el Gimnasio Nacional de Yoyogi, 2 días a realizarse en el Osaka-joo Hall                                                                |
| Sakurazaka46 4th Anniversary Live 櫻坂46「4th YEAR ANNIVERSARY LIVE」                      | 2024.11.23-2024.11.24                       | Concierto a realizarse en el ZOZO Marine Stadium |
| Sakurazaka46 10th Single BACKS LIVE!! 櫻坂46 「10th Single BACKS LIVE!!」                  | 2024.12.03-2024.12.05                       | Tres fechas el 3-4-5 de diciembre en el Makuhari Event Hall, la fecha del 4 diciembre será la graduación de Fuyuuka                                            |
| 櫻坂46「SAKURAZAKA46 Live, AEON CARD with YOU！Vol.4」                                     | 2025.03.19                                  | Concierto a realizarse en el Makuhari Event Hall |
| Sakurazaka46 11th Single BACKS LIVE!! 櫻坂46 「11th Single BACKS LIVE!!」                  | 2025.03.06-2025.03.07                       | 2 fechas, 6-7 de marzo en el estadio Musashino Forest Sport Plaza                                                                                              |
| Sakurazaka46 BudiesThanksGiving 櫻坂46 Buddies感謝祭 2025                                  | 2025.03.20                                  | 1 fecha el 20 de marzo, concierto a realizarse en el Makuhari Event Hall Se gradúa Minami Koike                                                                |
| Sakurazaka46 National Tour 「Adiccition」 櫻坂46 「Adiccition」                            | 2025.04.26-2025.08.24                       | 5 fechas: 26-27 de abril en Aichi, 2-3 mayo en Fukuoka, 17-18 de mayo en Hiroshima, 24-25-26 de julio en el Domo de Tokio, 23-24 de agosto en el Domo de Osaka |
| Sakurazaka46 12th Single BACKS LIVE!! 櫻坂46 「12th Single BACKS LIVE!!」                  | 2025.07.09-2025.07.10                       | 2 fechas, 9 y 10 de julio en el Makuhari Event Hall |

## Televisión, documentales y películas

### Televisión como Keyakizaka46
- Keyakitte, Kakenai? (欅って、書けない??) (TV Tokyo, 2015 – 2020) (253 Episodios)
- KeyaBingo! [150] (2016 - 2018) 4 Temporadas (2x12 y 2x11 cada una)
- Tokuyama Daigorō o Dare ga Koroshitaka? (徳山大五郎を誰が殺したか??)[151] (TV Tokyo, 17 de julio – 2 de octubre de 2016)
- Zankokuna Kankyakutachi (残酷な観客達)[152] (NTV, 18 de mayo – 20 de julio de 2017)

### Televisión como Sakurazaka46
- Soko Magattara, Sakurazaka? そこ曲がったら、櫻坂?[153] (TV Tokyo, 2020-presente) (Continuación de ''Keyakitte, Kakenai?, 130 episodios a abril de 2023, en emisión,)

### Documentales y películas como Keyakizaka46
- Keyakizaka46 The documentary of Kyōwakoku 2017  - 欅坂46『The Documentary of 欅共和国2017』[154] Duración: 39 minutos.
- Keyakizaka46 The documentary of Kyōwakoku 2018  - 欅坂46『The Documentary of 欅共和国2018』[155] Duración: 42 minutos.
- Keyakizaka46 The documentary of Kyōwakoku 2019  - 欅坂46『The Documentary of 欅共和国2019』[156] Duración: 43 minutos.
- Keyakizaka46 Making of Live at Tokyo Dome -「欅坂46 Making of LIVE at 東京ドーム 」[157] Duración: 27 minutos
- Bokutachi no Uso to Shinjitsu: Documentary of Keyakizaka46 - 『僕たちの嘘と真実 Documentary of 欅坂46』[158] Duración: 2h:16 min
- Bokutachi no Uso to Shinjitsu: Documentary of Keyakizaka46 - Outtake『僕たちの嘘と真実 Documentary of 欅坂46 - Outtake 』[158] Duración: 1h:36 min (Tomas inéditas desde otra perspectiva diferente al primer documental)
- Keyakizaka46 Documentary of the Last Live: Those Who Climbed Keyakizaka - 欅坂46「Documentary of THE LAST LIVE ～欅坂を登った者たち～」[159] Duración: 39 minutos

## Radio
- Keyakizaka46 no All Night Nippon (Nippon Broadcasting System, 5 de enero de 2016)[160]
- Keyakizaka46 no All Night Nippon R (欅坂46のオールナイトニッポンR?) (Nippon Broadcasting System, 31 de enero, 28 de febrero y 27 de marzo de 2016)[160]
- Keyakizaka46 Kochira Yūrakuchō Hoshizora Hōsōkyoku (Nippon Broadcasting System, 2016- )[161]

## Premios
La siguiente tabla muestra algunos de los mayores reconocimientos que ha recibido el grupo.
| Ceremonia                     | Año  | Categoría                      | Trabajo                              | Resultado |
| ----------------------------- | ---- | ------------------------------ | ------------------------------------ | --------- |
| CD Shop Awards                | 2018 | N/A                            | Masshiro na Mono wa Yogoshitaku naru | Ganadores |
| Japan Gold Disc Award         | 2017 | Artista nuevo del año          | Kaze ni Fukarete mo                  | Ganadores |
| Japan Record Awards           | 2017 | Premio a la excelencia         | Kaze ni Fukarete mo                  | Ganadores |
| MTV Europe Music Awards       | 2021 | Mejor artista japonés          | Ellos mismos                         | Ganadores |
| MTV VMAJ                      | 2017 | Premio mejor buzz              | Ellos mismos                         | Ganadores |
| MTV VMAJ                      | 2018 | Mejor MV de grupo japonés      | Ambivalent                           | Ganadores |
| MTV VMAJ                      | 2019 | Mejor MV de grupo japonés      | Kuroi Hitsuji                        | Ganadores |
| MTV VMAJ                      | 2021 | Mejor video de artista japonés | Nagaredama                           | Ganadores |
| Shogakukan DIME Trend Award   | 2018 | Premio al mejor carácter       | Ellos mismos                         | Ganadores |
| V Chart Awards                | 2017 | Top artista nuevo (Japón)      | Ellos mismos                         | Ganadores |
| Yahoo Japan Search Grand Prix | 2016 | Premio al grupo ídolo          | Ellos mismos                         | Ganadores |
| Yahoo Japan Search Grand Prix | 2017 | Premio al grupo ídolo          | Ellos mismos                         | Ganadores |